# Natanz megye

Iszfahán tartomány megyéinek elhelyezkedése

Natanz megye (perzsául:  شهرستان نطنز) Irán Iszfahán tartományának egyik északi középső megyéje az ország középső részén. Északon Aran va Bidgol megye, keleten Ardesztán, délen Borhár, délnyugaton Sáhinsahr és Mejme, északnyugatról Kásán megyék határolják. Székhelye a 12 000 főt számláló Natanz városa. Legnagyobb városa a 14 000 fős Badrud városa. Ezen kívül a megyében még egy város található: a 3300 fős Khaledabad. A megye lakossága 43 947 fő, területe 3 397 km². A megye két további kerületre oszlik: Központi kerület és Emamzadeh kerület.

## Fordítás
- Ez a szócikk részben vagy egészben  a   Natanz County című angol Wikipédia-szócikk ezen változatának fordításán alapul.  Az eredeti cikk szerkesztőit annak laptörténete sorolja fel. Ez a jelzés csupán a megfogalmazás eredetét és a szerzői jogokat jelzi, nem szolgál a cikkben szereplő információk forrásmegjelöléseként.